# Lynden

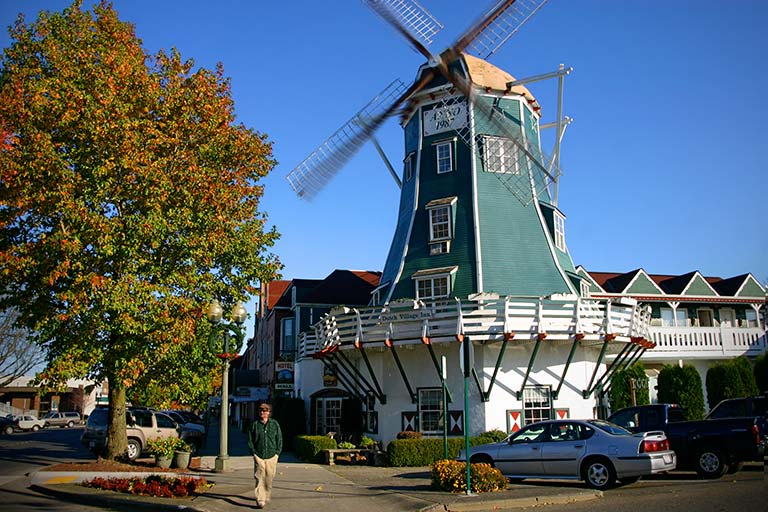
Typický nizozemský větrný mlýn v Lyndenu.

Lynden je druhé největší město okresu Whatcom v americkém státě Washington. Bylo založeno v roce 1874 na místě Nuksecké vesnice Squahalish jako pionýrská osada Holdena a Phoebe Judsonových a nyní je domovem jedné z největších skupin protestantských nizozemských Američanů v zemi.
Lynden se nachází přibližně osm kilometrů jižně od kanadsko-americké hranice a společně s kanadským městem Aldergrove tvoří hraniční přechod. Při cenzusu v roce 2010 mělo město 11 951 obyvatel. Je také domovem významného veletrhu Northwest Washington Fair.

## Historie
Lynden začal v roce 1871 a o tři roky později bylo založeno město Holdenem a Phoebe Judsonem, která ho pojmenovala po městě v básni skotského básníka Thomase Campbella, ve které ale stojí Linden, což podle své knihy Phoebe změnila na lépe vypadající Lynden. 16. března 1891 bylo město oficiálně začleněno.
Město leží v širokém údolí řeky Nooksack, která se nedaleko vyprazdňuje do Bellinghamova zálivu. Okolí je zaplněno mléčnými, malinovými, jahodovými a borůvkovými farmami. Na začátku dvacátého století zažilo město prudký příliv Nizozemců, kteří urychlili vývoj mléčných farem. Dnes se ve městě nachází mnoho nizozemského dědictví, především na Front Street, kde leží typický větrný mlýn, nizozemské pekárny, restaurace a starožitné obchody. Místní supermarket nabízí nizozemské jídlo a část nynější populace stále mluví nizozemsky.
Každý třetí červencový víkend se ve městě koná Malinový festival, jehož částí je basketbalový turnaj, výstava aut, běh, ukázka malinových polí a vinic a populární večírek. Kromě festivalu se v Lyndenu také koná Farmářský pochod, Vánoční pochod, výstava starožitných traktorů a další.
Město je známé pro své dobře vypěstované trávníky, živé zahrady, nizozemskou architekturu a hojnost protestantských reformních kostelů. V srpnu se koná Northwest Washington Fair, který láká obyvatele širokého okolí a dává místním příležitost ukázat své zemědělské produkty, umění a výrobky.
V roce 2005 se město stalo známým pro svůj drogový tunel, který vyrobili kanadští pašeráci drog ve sklepu své rezidence severně od Lyndenu.
Lynden je jedním z mála měst, které mají hlavní vjezd mezi dvěma hřbitovy. Jednu dobu město drželo světový rekord pro nejvíce kostelů na čtvereční kilometr a na osobu. Díky tomu, že většina obyvatel navštěvuje reformní kostely, je v neděli většina podniků ve městě uzavřena. Zákon, který zakazoval v neděli prodávat alkohol, byl v říjnu 2008 po více než čtyřiceti letech zrušen. Platí zde ale nařízení o zákazu prodeje alkoholu na místech, kde se tancuje.

## Geografie
Lynden má rozlohu 10,8 km², z čehož pouze 0,2 % je vodní plocha.

### Klima
| Lynden. WA – podnebí        | Lynden. WA – podnebí | Lynden. WA – podnebí | Lynden. WA – podnebí | Lynden. WA – podnebí | Lynden. WA – podnebí | Lynden. WA – podnebí | Lynden. WA – podnebí | Lynden. WA – podnebí | Lynden. WA – podnebí | Lynden. WA – podnebí | Lynden. WA – podnebí | Lynden. WA – podnebí | Lynden. WA – podnebí |
| Období                      | leden                | únor                 | březen               | duben                | květen               | červen               | červenec             | srpen                | září                 | říjen                | listopad             | prosinec             | rok                  |
| --------------------------- | -------------------- | -------------------- | -------------------- | -------------------- | -------------------- | -------------------- | -------------------- | -------------------- | -------------------- | -------------------- | -------------------- | -------------------- | -------------------- |
| Průměrné denní maximum [°C] | 5                    | 8,3                  | 10,6                 | 13,9                 | 17,2                 | 20                   | 22,8                 | 23,3                 | 20                   | 14,4                 | 8,9                  | 5,6                  | 14,2                 |
| Průměrné denní minimum [°C] | −1,1                 | 0,6                  | 1,7                  | 3,3                  | 6,1                  | 8,9                  | 10,6                 | 10,6                 | 8,3                  | 5                    | 2,2                  | −0,6                 | 4,6                  |
| Průměrné srážky [mm]        | 201                  | 163                  | 145                  | 114                  | 89                   | 66                   | 51                   | 53                   | 86                   | 157                  | 221                  | 216                  | 1 562                |
| Zdroj: The Weather Channel  |                      |                      |                      |                      |                      |                      |                      |                      |                      |                      |                      |                      |                      |

## Demografie
V roce 2010 ve městě žilo 11 951 lidí. 90 % obyvatelstva byli běloši, 3 % tvořili Asiaté a 1 % původní obyvatelé. 9 % obyvatelstva jsou Hispánci.

## Partnerská města
- Langley, Britská Kolumbie, Kanada

## Známí lidé z Lyndenu
- Phoebe Judson – zakladatelka města
- Yelkanum Seclamatan – Nuksecký náčelník
- Ty Taubenheim – nadhazovač v MLB

## Další info
Lynden obsluhuje rozhlasová stanice KWPZ.